# سامی برد
سامی برد (انگلیسی: Sammy Baird; ۱۳ مهٔ ۱۹۳۰ – ۲۱ آوریل ۲۰۱۰) بازیکن فوتبال اهل اسکاتلند بود.
از باشگاه‌هایی که در آن بازی کرده‌است می‌توان به باشگاه فوتبال رنجرز، باشگاه فوتبال پرستون نورث اند، باشگاه ورزشی لانارک سوم و باشگاه فوتبال هیبرنین اشاره کرد.
وی همچنین در تیم ملی فوتبال اسکاتلند بازی کرده‌است.